# 영동황간로
영동황간로(Yeongdonghwanggan-ro)는 충청북도 영동군 황간면에서 영동군 영동읍매천교차로잇는 도로이다.

## 주요 경유지
충청북도
- (황간면 . 영동읍)

## 노선 경로
| 이름              | 접속 노선                     | 소재지 | 소재지 | 비고                    |
| ----------------- | ----------------------------- | ------ | ------ | ----------------------- |
| 세동네교차로      | 국도 제4호선 (난계로)         | 영동군 | 황간면 |                         |
| 황간교            |                               | 영동군 | 황간면 |                         |
| 황간삼거리        | 지방도 제901호선 (민주지산로) | 영동군 | 황간면 | 지방도 제901호선과 중복 |
| 황간교삼거리      | 황간동로                      | 영동군 | 황간면 | 지방도 제901호선과 중복 |
| 옥포삼거리        | 황간로                        | 영동군 | 황간면 | 지방도 제901호선과 중복 |
| 마산삼거리        | 에넥스로 하미산길             | 영동군 | 황간면 |                         |
| (터널)            |                               | 영동군 | 황간면 |                         |
| 황간삼거리        | 제1호선 경부고속도로          | 영동군 | 황간면 |                         |
| 마산삼거리        |                               | 영동군 | 황간면 |                         |
| 신탄삼거리        | 신탄로                        | 영동군 | 황간면 |                         |
| 가리교차로        | 국도 제4호선 (난계로)         | 영동군 | 영동읍 |                         |
| 주곡회전교차로    | 산막골길 회동로               | 영동군 | 영동읍 |                         |
| 주곡교            |                               | 영동군 | 영동읍 |                         |
| 회동교            |                               | 영동군 | 영동읍 |                         |
| 조심교            |                               | 영동군 | 영동읍 |                         |
| 매천삼거리        | 용두공원로                    | 영동군 | 영동읍 |                         |
| 영동3교회전교차로 | 계산로2길                     | 영동군 | 영동읍 |                         |
| 영동제3교         |                               | 영동군 | 영동읍 |                         |
| 매천교차로        | 국도 제19호선 (난계로)        | 영동군 | 영동읍 |                         |

## 주요 건물 및 시설
- CU영동매천점 (영동황간로 53/매천리 430)
- SK에너지 매일주유소 (영동황간로 54/매천리 449-1)
- 청주지방법원검찰청 영동지청 (영동황간로 77/매천리 306)
- 청주지방법원 영동지청 (영동황간로 99/매천리 304-3)
- 영동문화체육시설 관리사업소 군민운동장 (영동황간로 123/매천리 110-1)
- SK에너지 경남주유소 (영동황간로 1199/서송원리 501-5)
- 황간파출소 (영동황간로 1661/마산리 42-47)
- 황간우체국 (영동황간로 1665/마산리 42-46)
- CU영동황간점 (영동황간로 1682/마산리 43-24)
- SK에너지 농민사랑주유소 (영동황간로 1724/소계리 310-7)